# Nicole & Hugo
Nicole & Hugo was een Vlaams zangduo, bestaande uit Nicole Josy (geboren als Nicole Van Palm, Wemmel, 21 oktober 1946 – Jette, 4 november 2022) en Hugo Sigal (geboren als Hugo J. M. Verbraeken, Leopoldstad, 10 november 1947). Ze vormden ook in hun privéleven een koppel.

## Biografie

### Vroege carrière
Nicole en Hugo leerden elkaar kennen in 1970. Ze werden verliefd op elkaar en vormden een zingend duo. In 1971 werden ze met het liedje Goeiemorgen, morgen de winnaar van Canzonissima en mochten zodoende voor België naar het Eurovisiesongfestival van dat jaar. Vlak voor hun vertrek naar Dublin kreeg Nicole echter geelzucht en het duo kon niet afreizen. Ze werden in allerijl vervangen door Jacques Raymond en Lily Castel. Deze eindigden op een gedeelde 14de plaats uit 18 deelnemers.
Op 1 december 1971 traden Nicole & Hugo te Wemmel in het huwelijk.

### Eurovisiesongfestival 1973 en Wereldsongfestival 1974
Twee jaar later lukte het hen alsnog om naar het Eurovisiesongfestival te gaan. Met Baby, baby wonnen ze de Belgische preselectie. Het liedje werd een hit in Vlaanderen, maar Europa viel er niet voor. Op het festival, gehouden in Luxemburg op 7 april 1973, eindigden zij als laatsten. Zij vielen wel op door hun paarse Las Vegas-stijl show-outfits ontworpen en vervaardigd door Eddy Buyle uit Aalst (ook gekend als "Pourel") ook hun dansroutines waren destijds buiten categorie. Ze waren de eerste artiesten ooit die zang en dans op een eurosongfestival combineerden.
Op het Wereldsongfestival van 1974 in Tokio, Japan, verging het hen beter: ze werden er tweede met het lied Met de zomer mee. Nicole & Hugo vertolkten hun lied daar in een mengeling van Nederlands, Engels en Japans. Zij ontvingen er de Outstanding Composition Award. In de jaren zeventig maakten zij vele internationale tournees.
In 1984 besloten ze een aanbieding te accepteren om het entertainment te verzorgen op cruiseschepen. Zij voeren de hele wereld rond.

### Verdere carrière
In 2004 waagden ze na 31 jaar opnieuw hun kans bij Eurosong, de Vlaamse preselecties voor het Eurovisiesongfestival, met Love is all around. Ze werden tweede in de eerste voorronde, maar door de lage score van de Donna-jury geraakten ze niet bij de finalisten. In 2005 kregen ze alsnog eerherstel tijdens Congratulations, een speciale jubileumshow ter gelegenheid van het vijftigjarige bestaan van het songfestival. Ze figureerden in alle compilatiefilmpjes en verschenen ten slotte als apotheose. Zij zongen een verkorte versie van Baby, baby in dezelfde outfits als die zij in 1973 droegen.
In 2007 speelden ze mee in twee afleveringen van F.C. De Kampioenen: "Winterstop" en "Love boat".
Nicole & Hugo werden door hun optredens en hun kleding zeer geliefd bij het Vlaamse holebipubliek. De single Goeiemorgen, morgen stond op de 33ste plaats in de internationale Homo Top 100 van TBC-events.
Op 2 mei 2008 wonnen Nicole & Hugo de finale van de derde reeks van Zo is er maar één, een liedjeswedstrijd op één. Dit deden zij met het nummer Pastorale, oorspronkelijk gezongen door Ramses Shaffy en Liesbeth List. Zij zongen dit nummer live tijdens een openluchtconcert in Sint-Niklaas, ter gelegenheid van de 11 juli-feesten. Ook boden zij Ramses Shaffy bloemen aan, die er even tevoren als speciale gast optrad.
In 2011 waren ze te zien in de musical Alice in Wonderland, als Hartenkoning en Hartenkoningin en als de tweeling.

### Afscheidsconcert en overlijden Nicole
Tot en met 2015 bleven Nicole en Hugo optreden en geregeld cd's uitbrengen. Op 20 december 2015 gaven ze een afscheidsconcert. Dit vond plaats in het Concertgebouw te Brugge.
In 2017 waren ze te zien in de film H.I.T.
Naar aanleiding van 50 jaar Nicole en Hugo en hun 50-jarig huwelijk, verscheen begin 2022 de biografie: Goeiemorgen, morgen door Filip Osselaer.
Josy overwon twee keer een kankerdiagnose, maar leed de laatste jaren van haar leven aan de ziekte van Alzheimer. Ze overleed op 4 november 2022 in het Universitair Ziekenhuis Brussel aan de gevolgen van een schedelbreuk, opgelopen bij een val van de trap in haar woning. Op 12 november vond de uitvaart van Josy plaats in het crematorium Daelhof te Zemst. Hugo liet de pakken die ze droegen op het Eurovisiesongfestival samen met Nicole cremeren.
Op het Eurovisiesongfestival 2024 werd in de eerste halve finale het woord aan Hugo gericht, waarin hem steun werd betuigd voor het verlies van zijn vrouw en waarin Baby, baby werd geëerd als grensverleggend, omdat het voor het eerst was dat dans en zang gecombineerd werden.

### Solocarrière Hugo
Van 2019 tot 2023 speelde Hugo de rol van schooldirecteur Karel Wolfs in de Vlaamse muzikale jeugdserie #LikeMe. Na Nicoles overlijden bracht hij augustus 2023 zijn eerste solosingle Het leven uit. Datzelfde jaar kwam het album Dromen uit. Een maand later speelde de zanger de rol van Odilon in de Studio 100-musical Red Star Line. In 2024 nam Hugo deel aan de zangwedstrijd The Masked Singer op VTM, verkleed als het personage "De Mike". Daarnaast was hij te zien als zichzelf in Sterregem en speelt hij de rol van Marcel Lodewijks in Familie.
In de kerstperiode 2025-2026 is hij gastheer van de wintershow in Het Witte Paard in Blankenberge.

## Discografie

### Albums
| Album met hitnotering(en) in de Vlaamse Ultratop 200 albums | Datum van verschijnen | Datum van binnenkomst | Hoogste positie | Aantal weken | Opmerkingen   |
| ----------------------------------------------------------- | --------------------- | --------------------- | --------------- | ------------ | ------------- |
| Het beste uit 35 jaar                                       | 05-09-2005            | 17-09-2005            | 43              | 9            | Verzamelalbum |
| Eeuwig geluk                                                | 16-05-2008            | 24-05-2008            | 9               | 16           |               |
| Bedankt Vlaanderen                                          | 27-01-2012            | 04-02-2012            | 35              | 24           |               |
| Voor het doek valt - het allerbeste van Nicole & Hugo       | 01-12-2014            | 06-12-2014            | 20              | 18           |               |

### Singles (hitnoteringen)
| Single met hitnotering(en) in de Vlaamse Ultratop 50 | Datum van verschijnen | Datum van binnenkomst | Hoogste positie | Aantal weken | Opmerkingen                                            |
| ---------------------------------------------------- | --------------------- | --------------------- | --------------- | ------------ | ------------------------------------------------------ |
| Goeiemorgen, morgen                                  | 1971                  | 20-03-1971            | 9               | 8            | Nr. 16 in de Radio 2 Top 30 Nr. 2 in de Vlaamse Top 10 |
| Baby, baby                                           | 1973                  | 14-04-1973            | 28              | 2            | Nr. 20 in de Radio 2 Top 30 Nr. 4 in de Vlaamse Top 10 |
| Love is all around                                   | 2004                  | 28-02-2004            | 42              | 4            | Nr. 28 in de Radio 2 Top 30                            |
| Ik denk aan jou                                      | 2005                  | 11-06-2005            | 37              | 4            | Nr. 25 in de Radio 2 Top 30 Nr. 5 in de Vlaamse Top 10 |
| Verliefd                                             | 2005                  | 12-11-2005            | 40              | 3            | Nr. 25 in de Radio 2 Top 30 Nr. 5 in de Vlaamse Top 10 |
| Pastorale                                            | 09-05-2008            | 24-05-2008            | 17              | 11           | Nr. 18 in de Radio 2 Top 30 Nr. 1 in de Vlaamse Top 10 |
| Hier in mijn hart                                    | 11-05-2009            | 30-05-2009            | tip20           | -            | Nr. 2 in de Vlaamse Top 10                             |
| Schietgebed                                          | 25-11-2011            | 10-12-2011            | 34              | 3            | Nr. 1 in de Vlaamse Top 10                             |
| Vuurwerk                                             | 09-04-2012            | 21-04-2012            | tip29           | -            | Nr. 4 in de Vlaamse Top 10                             |
| Goeiemorgen morgen 2012                              | 2012                  | 21-07-2012            | tip32           | -            | Nr. 7 in de Vlaamse Top 10                             |
| Dans de wereld rond                                  | 2012                  | 20-10-2012            | tip17           | -            | met Ian Thomas Nr. 3 in de Vlaamse Top 10              |
| Hier in mijn Vlaamse land                            | 2013                  | 06-07-2013            | tip35           | -            | Nr. 6 in de Vlaamse Top 10                             |
| Blijf bij mij                                        | 2013                  | 13-12-2013            | tip29           | -            | Nr. 4 in de Vlaamse Top 10                             |
| Hou van mij                                          | 2014                  | 13-06-2014            | tip68           | -            |                                                        |
| Muziek is ons leven                                  | 2014                  | 22-11-2014            | tip17           | -            | Nr. 7 in de Vlaamse Top 50                             |
| We gaan nog even door                                | 2015                  | 30-05-2015            | tip42           | -            | Nr. 20 in de Vlaamse Top 50                            |
| Hoe zal het zijn                                     | 2016                  | 13-02-2016            | tip             | -            | Nr. 43 in de Vlaamse Top 50                            |
| Alles komt terug                                     | 2017                  | 17-06-2017            | tip8            | -            | Nr. 6 in de Vlaamse Top 50                             |
| Stay                                                 | 2018                  | 15-12-2018            | tip             | -            |                                                        |

### Overige singles
- Daar is niets meer aan te doen (1971, Nr. 9 in de Vlaamse Top 10)
- Jij (1971, Nr. 10 in de Vlaamse Top 10)
- Come-comedie (1972)
- Dat mag een keer (1972)
- Dank u wel / Schrijf me gauw (1972)
- Die woorden, die woorden / I love you so (1973)
- Met de zomer mee (1974)
- Jij gaat heen (1975)
- Gitaren in de zomernacht (1976, Nr. 9 in de Vlaamse Top 10)
- Ik wil jou (1977)
- Op 't perron (1979)
- You're part of me (1981)
- De Bibies (1983)
- We believe in love (1985)
- Voor altijd bij elkaar (1986)
- Sons and daughters / Samen leven (1987, Nr. 7 in de Vlaamse Top 10)
- Wat moet ik doen (1987)
- Rio de Janeiro (1988)
- Heel alleen (1988)
- A special place / Diep in ons hart (1988)
- Kom laat ons dansen (1990)
- Buren / Neighbours (1991)
- Jij bent zo lief / Everlasting love (1992)
- Olé ola (2007)
- Ik wil jou alleen (2008)
- Laat de liefde (2009)
- Een nieuw begin (2009)
- Die ouwe foto van de klas (2010)
- Hartenkoning in (2011, K3 alice in wonderland)
- Wat ik wil voor Kerstmis (2016)

## Onderscheidingen
- Wereldsongfestival 1974, Tokio: Outstanding Composition Award
- Medaille SABAM vanwege hun verdiensten voor de Vlaamse showbizz (20 oktober 1990)
- Hugo Sigal uitgeroepen tot "Snor van het Jaar" door Snorrenclub Antwerpen (2001)
- Radio 2 Zomerhit-trofee voor het lied Pastorale (9 augustus 2008)
- MIA in de categorie 'beste populaire artiest' (6 februari 2009)
- Ereburgers van Wemmel (22 januari 2012)[10]
- Golden Lifetime Award van de stad Aarschot (2012), een prijs die de stad aanbiedt aan personen uit de showbizz die hun strepen hebben verdiend in de muziekwereld.
- Lifetime Achievement Award bij Anne's Vlaamse Muziek Awards (2012)
- Radio 2 Zomerhit-Award voor "Beste Nederlandstalige Lied" met het nummer Schietgebed (2012)
- Opname in de Radio 2-eregalerij (4 februari 2016)
- Hugo Sigal won de MIA in de categorie 'Beste Vlaams populair' (24 januari 2024). Hij droeg deze ook op aan Nicole Josy.